# Vengeance (WWE)
Vengeance è stato un evento in pay-per-view di wrestling organizzato annualmente dalla World Wrestling Federation/Entertainment tra il 2001 e il 2007 e, di nuovo, nel 2011. 
La prima edizione dell'evento risale al 2001 e vide l'incoronazione del primo WWF Undisputed Champion della storia (Chris Jericho sconfisse Steve Austin unificando le cinture).
Nel 2008 il pay-per-view è stato rimosso dal calendario e sostituito da Night of Champions, sebbene sia poi tornato per una sola edizione nel 2011.

## Edizioni
|  | Evento esclusivo del roster di Raw       |
|  | Evento esclusivo del roster di SmackDown |

| Edizione        | Data            | Città       | Sede                    | Main event                                                                           |
| --------------- | --------------- | ----------- | ----------------------- | ------------------------------------------------------------------------------------ |
| 2001 (Dettagli) | 9 dicembre 2001 | San Diego   | San Diego Sports Arena  | Chris Jericho vs. Steve Austin                                                       |
| 2002 (Dettagli) | 21 luglio 2002  | Detroit     | Joe Louis Arena         | Kurt Angle vs. The Rock vs. The Undertaker                                           |
| 2003 (Dettagli) | 27 luglio 2003  | Denver      | Pepsi Center            | Big Show vs. Brock Lesnar vs. Kurt Angle                                             |
| 2004 (Dettagli) | 11 luglio 2004  | Hartford    | Hartford Civic Center   | Chris Benoit vs. Triple H                                                            |
| 2005 (Dettagli) | 26 giugno 2005  | Paradise    | Thomas & Mack Center    | Batista vs. Triple H                                                                 |
| 2006 (Dettagli) | 25 giugno 2006  | Charlotte   | Charlotte Bobcats Arena | Shawn Michaels e Triple H vs. The Spirit Squad (Johnny, Kenny, Mikey, Mitch e Nicky) |
| 2007 (Dettagli) | 24 giugno 2007  | Houston     | Toyota Center           | Bobby Lashley vs. John Cena vs. King Booker vs. Mick Foley vs. Randy Orton           |
| 2011 (Dettagli) | 23 ottobre 2011 | San Antonio | AT&T Center             | Alberto Del Rio vs. John Cena                                                        |